# Opius cortesanus
Opius cortesanus är en stekelart som beskrevs av Fischer 1968. Opius cortesanus ingår i släktet Opius och familjen bracksteklar. Inga underarter finns listade i Catalogue of Life.